# Georgia Franzius

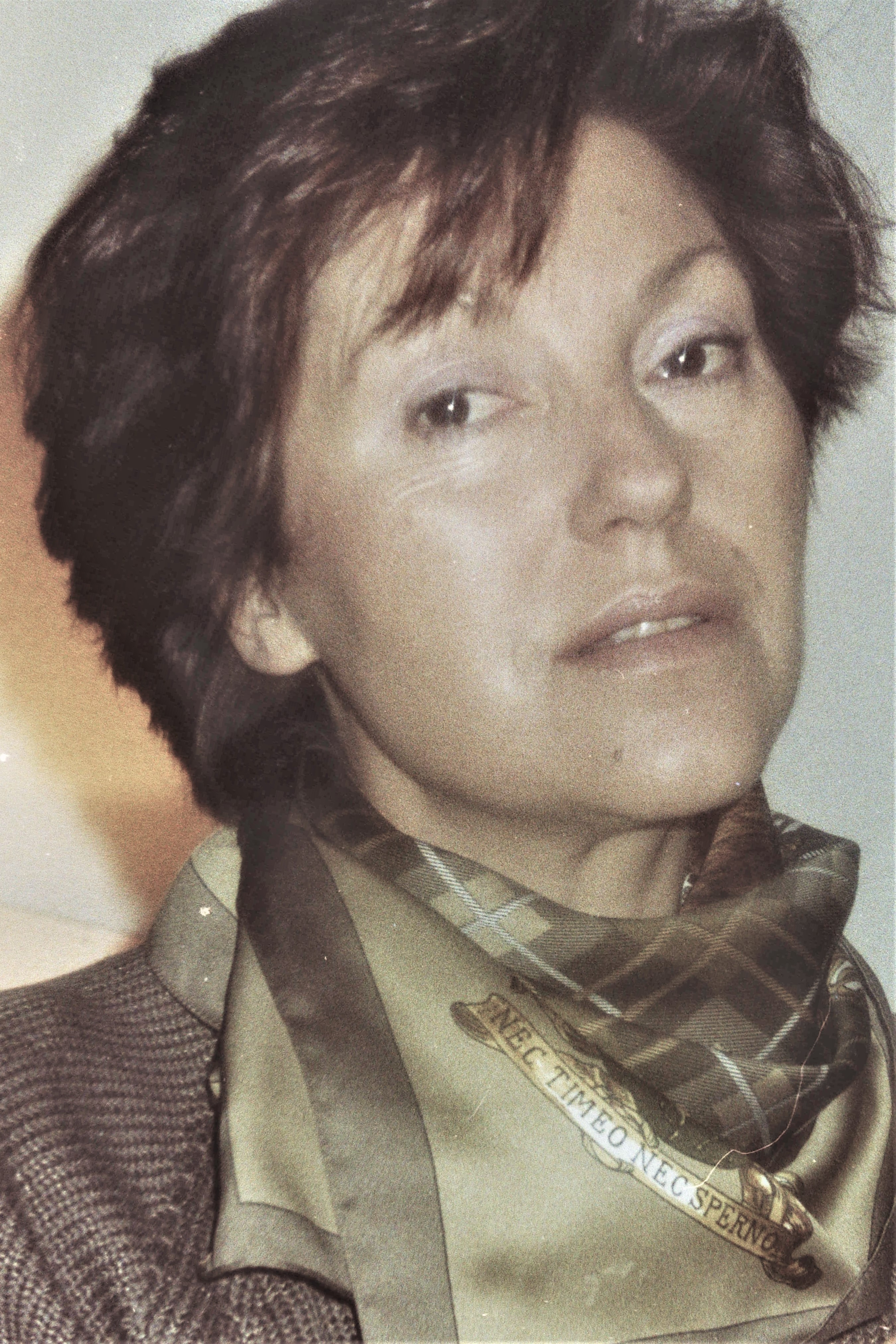
Georgia Franzius in Kalkriese 1995

Georgia Franzius (geborene griechisch Γεωργια Βλαχοδημητριου Georgia Vlachodimitriou; * 3. Januar 1944 in Lamia) ist eine griechisch-deutsche Klassische und Provinzialrömische Archäologin.
Georgia Franzius wurde als Tochter des Hauptmanns Georgios Vlachodimitiou gen. Trangalos und dessen Frau Evangelia, geb. Matsouka geboren. Ihr Vater Georgios Vlachodimitrou wurde am Palmsonntag 1944 in Chrisso bei Delphi zusammen mit 17 weiteren Griechen Opfer einer Geiselerschießung durch eine Einheit der Deutschen Besatzungsmacht.
Franzius besuchte zwischen 1950 und 1961 die Grundschule und das Lyzeum in ihrer Geburtsstadt Lamia. Im Herbst 1961 begann sie ein Studium der Vorgeschichtlichen, Klassischen und Byzantinischen Archäologie sowie der Pädagogik und der Geschichte an der Universität Athen. Im Sommer 1962 lernte sie im Urlaub bei den Thermopylen Roland Franzius, einen Enkel von Otto Franzius kennen. Das Paar heiratete im Januar 1966 in Hannover. Mit der Heirat nahm sie auch die deutsche Staatsbürgerschaft an. Nach der Geburt ihrer ersten Tochter setzte sie ihr Archäologie-Studium an der Universität Göttingen zum Wintersemester 1967 fort. Im November 1969 schloss sie ihr Studium mit dem Magistertitel ab. Ein Promotionsstipendium des Landes Niedersachsen ermöglichte ihr das Graduiertenstudium und die Promotion bei Wolfgang Schiering und dem Korreferenten Paul Zanker im Juli 1973 ebenfalls in Göttingen. Thema der Dissertation war Tänzer und Tänze in der archaischen Vasenmalerei.
Mit der Gründung der Universität Osnabrück am 1. April 1974 ging Franzius mit ihrem Mann, der als Assistent des Gründungsrektors Heinz-Dietrich Doebner angestellt wurde, nach Osnabrück. Dort begann sie als freie Mitarbeiterin am Kulturhistorischen Museum der Stadt Osnabrück mit der Bearbeitung der Antikensammlung. Die Ergebnisse veröffentlichte sie mit Reinhard Stupperich in der Münsteraner Archäologischen Zeitschrift Boreas. Nach der Geburt ihrer zweiten Tochter 1976 wurde sie ab 1977 als Mitarbeiterin zunächst befristet in das Team der Kreis- und Stadtarchäologie des Landschaftsverbandes Osnabrück unter Wolfgang Schlüter aufgenommen. In dieser Position bestimmte sie die drei Bleiklumpen, die Tony Clunn neben seinen Münzfunden Wolfgang Schlüter vorlegte, als Schleuderbleie der Auxiliartruppen der Römischen Legionen. Damit verfestigte sich die Idee von Theodor Mommsen, die von Clunn und Schlüter aufgenommen worden war, dass die große Menge von Münzfunden der Römischen Republik und der frühen Kaiserzeit in der Kalkriese-Niewedder Senke mit der Varusschlacht in Zusammenhang stehen könne.
Franzius war in der ersten Phase der Grabungen in Kalkriese als einzige Klassische Archäologin im Team verantwortlich für die Fundbestimmung, die Konservierung und Restauration, die Publikationen und die Öffentlichkeitsarbeit. Es gelang ihr in kurzer Zeit, die gesamte Fachwelt der Provinzialrömischen Archäologie in sämtlichen betroffenen europäischen Ländern für die damals einmalige Stellung der Kalkrieser Militiaria-Funde aus augusteischer Zeit zu interessieren. Mithilfe der IT-Ausrüstung ihres Mannes gelang ihr als erster deutscher Archäologin auf dem Atari ST die heute übliche Produktionsgeschwindigkeit mit dem Signum-Textprogramm und einem Nadeldrucker. Ab 1997 arbeitete sie als erste deutsche Archäologin mit einem Notebook-Computer. Franzius wurde damit zusammen mit Wolfgang Schlüter, Susanne Wilbers-Rost, Frank Berger und Rainer Wiegels als federführende Archäologin bei der Erforschung des wahrscheinlichen Ortes der Varusschlacht in der Fundregion Kalkriese im Osnabrücker Land bei Bramsche bekannt. Insbesondere um die Aufnahme der Funde vom Oberesch machte sie sich verdient, war aber etwa auch an der Konzeption der Ausstellung und der Herausgabe des zugehörigen Kataloges Kalkriese – Römer im Osnabrücker Land. Archäologische Forschungen zur Varusschlacht in führender Funktion beteiligt.
2000 endete die Finanzierung ihrer Stelle durch die Deutsche Forschungsgemeinschaft. Im arbeitsgerichtlichen Kündigungsverfahren einigte sich Franzius wegen der zunehmenden Differenzen zwischen Wissenschaft und der lokalen Politik über die Bewertung und touristische Ausgestaltung des Fundplatzes Kalkriese mit dem Träger des Museumsparks Kalkriese auf eine Vertragsauflösung, um die Veröffentlichung der Funde als freie Mitarbeiterin in der Alten Geschichte an der Universität Osnabrück abzuschließen. Diese Zusammenarbeit wurde seitens der Universität im Jahr 2002 durch Wiegels und Schlüter beendet, obwohl die Veröffentlichung druckfertig vorlag. Franzius stimmte später der Veröffentlichung einer Überarbeitung ihres Typoskripts durch ihren früheren Mitarbeiter Joachim Harnecker zu.

## Schriften
- Tänzer und Tänze in der archaischen Vasenmalerei. Dissertation, Universität Göttingen 1973. [darin Lebenslauf]
- Antiken im Kulturgeschichtlichen Museum der Stadt Osnabrück: I Römische Keramik II Lampen. Boreas 8 (Münster 1985) S. 211-224
- Antiken im Kulturgeschichtlichen Museum der Stadt Osnabrück: III Griechische und italische Keramik IV Glas. Boreas 9 (Münster 1986) S. 205-222
- Antiken im Kulturgeschichtlichen Museum der Stadt Osnabrück: V Griechische und italische Keramik V Terrakotten VI Koptische Kunst VII Bein VIII Verschiedene Baustoffe. Boreas 10 (Münster 1987) S. 199-205
- Die römischen Funde in Kalkriese. in: Schlüter, Römer im Osnabrücker Land, (Bramsche 1991) S. 19-52 ISBN 3-922469-54-X
- Die Maske eines Gesichtshelms. in: Schlüter, Römer im Osnabrücker Land, (Bramsche 1991) S. 53-59 ISBN 3-922469-54-X
- Die römischen Funde in Kalkriese. in: Schlüter (Hrsg.), Kalkriese - Römer im Osnabrücker Land, (Bramsche 1993) S. 107-198 ISBN 3-922-46976-0, ISBN 3-922-46977-9
- Herausgeberin: Aspekte römisch-germanischer Beziehungen in der frühen Kaiserzeit. Vortragsreihe zur Sonderausstellung „Kalkriese - Römer im Osnabrücker Land“ 1993 in Osnabrück. Leidorf, Espelkamp 1995 (Quellen und Schrifttum zur Kulturgeschichte des Wiehengebirgsraumes. Reihe B, Bd. 1; Schriftenreihe Kulturregion Osnabrück des Landschaftsverbandes Osnabrück e. V., Bd. 6) ISBN 3-924-73479-8
- Joachim Harnecker auf der Grundlage der Vorarbeit von Georgia Franzius: Kalkriese. Band 4: Katalog der römischen Funde vom Oberesch. von Zabern, Mainz 2008 (Römisch-germanische Forschungen, Bd. 66) ISBN 978-3-8053-3978-0

- Und wessen Maske wirbt für Kalkriese? Die Maske eines Gesichtshelms zwischen Wissenschaft und Öffentlichkeit, in: Dino, Zeus und Asterix. Zeitzeuge Archäologie in Werbung, Kunst und Alltag heute. Jensen, Inken / Wieczorek, Alfried (Hrsg.): 2002, ISBN 3-927774-16-2, ISBN 978-3-927774-16-2
- Maskenhelme, Franzius, Georgia. - In: Rom, Germanien und die Ausgrabungen von Kalkriese (1999), S. 117–148
- Die römischen Funde und Münzen aus Kalkriese, Ldkr. Osnabrück, Deutschland, der Jahre 1987–1996; Military aspects of Scandinavian society in a European perspective, AD 1 - 1300 ; papers from an International Research Seminar at the Danish National Museum, Copenhagen, 2 - 4 May 1996, Bd. 2 (1997), S. 76–92
- Kalkriese - Ort der Varusschlacht? Römer im Osnabrücker Land: Die römischen Fundgegenstände, Franzius, Georgia; in: Germaniam Pacavi - Germanien habe ich befriedet : S. 148 - 162 (Landschaftsverband Westfalen-Lippe 1995).
- In: Rom an der Niederelbe, Bd. 74 (1995) S. 141-155: Funde aus Kalkriese, 1. Dolabra, 2. Cingulumschnalle, 3. Maske eines Gesichtshelms. 4. drei Schleuderbleie (glandes plumbeae), 5. Bleilote (perpendicula), 6. Pilumzwingen, 7. Panzerschließe, 8. Geschoßbolzen und Lanzenspitze.
- Im Varus-Kurier: 1. Frauensache : Eine kleine römische Brosche und die damit verbundenen Fragen. 2. Aufhängehaken einer Waage. 3. ... _apropos Villa (villa variana in Tivoli), 4. Ein Denar für C. Iulius Caesar : Was hat ein Elefant als Symbol auf einer Münze Caesars zu besagen? 5. Ein griechischer Arzt in Kalkriese? 6. Zierscheibe mit Rätseln : Deutungsversuche aus archäologischer und historischer Sicht, 7. Delphinaufsatz
- mit Wolf-Rüdiger Teegen: Traces of manufacturing processes and use wear of Roman brooches from the site of the „Clades variana“ (Kalkriese, Germany). - in: Bronzi antichi produzione e tecnologia (Montagnac, Mergoil 2002) 506-511